# Sarıyer
Sarıyer és un districte d'Istanbul, Turquia, situat en la part europea de la ciutat.

## Divisió administrativa

### Mahalleler
Baltalimanı  ·  Bahçeköy  ·  Büyükdere  ·  Cumhuriyet  ·  Çayırbaşı  ·  Darüşşafaka  ·  Derbent  ·  Emirgân  ·  Fatih Sultan Mehmet  ·  Ferahevler  ·  İstinye  ·  Kemer  ·  Kâzım Karabekir  ·  Kireçburnu  ·  Kocataş  ·  Maden  ·  Merkez  ·  Pınar  ·  Poligon  ·  PTT Evleri  ·  Reşitpaşa  ·  Rumelihisarı  ·  Rumelikavağı  ·  Tarabya  ·  Yeniköy  ·  Yeni Bahçeköy, Sarıyer  ·  Yenimahalle

### Pobles
Demirciköy  ·  Garipçe  ·  Gümüşdere  ·  Kilyos  ·  Kısırkaya  ·  Rumelifeneri  ·  Uskumruköy  ·  Zekeriyaköy